# Кальдерон, Мерседес
Мерседес Кальдерон Мартинес (исп. Mercedes Calderón Martínez; 1 сентября 1965, Гавана, Куба) — кубинская волейболистка. Центральная блокирующая. Олимпийская чемпионка 1992, чемпионка мира 1994, двукратная обладательница Кубка мира.

## Биография
Мерседес Кальдерон выступала за национальную сборную Кубы с 1989 по 1995 годы. За это время выиграла 13 золотых наград на различных официальных турнирах мирового и континентального уровня, в том числе на Олимпийских играх 1992 и чемпионата мира 1994. После волейбольного турнира Панамериканских игр 1995 года завершила игровую карьеру в сборной.

## Достижения

### Со сборной Кубы
- Олимпийская чемпионка 1992.
- чемпионка мира 1994.
- двукратный победитель розыгрышей Кубка мира — 1989, 1991.
- победитель розыгрыша Всемирного Кубка чемпионов 1993.
- победитель Мирового Гран-при 1993;
  - серебряный призёр Гран-при 1994.
- 3-кратная чемпионка NORCECA — 1989, 1991, 1993.
- двукратная чемпионка Панамериканских игр — 1991, 1995.
- двукратная чемпионка Центральноамериканских и Карибских игр — 1990, 1993.

### Индивидуальные
- 1991: лучшая на подаче Кубка мира.